# Legendary Years
Legendary Years je dvanácté studiové album italské powermetalové hudební skupiny Rhapsody of Fire. Vydáno bylo 26. května 2017 vydavatelstvím AFM Records a obsahuje 14 písní Rhapsody of Fire z let 1997–2002, ovšem znovu nahraných a nazpívaných novým zpěvákem Giacomo Volim, který v roce 2016 nahradil Fabia Lioneho. Ten v kapele působil od jejího založení.

## Seznam skladeb
Hudbu složil(i) Alex Staropoli a Luca Turilli, texty napsal(i) Luca Turilli.
| Pořadí         | Název                                    | Původní album               | Délka |
| -------------- | ---------------------------------------- | --------------------------- | ----- |
| 1.             | Dawn of Victory                          | Dawn of Victory             | 4:44  |
| 2.             | Knightrider of Doom                      | Power of the Dragonflame    | 3:58  |
| 3.             | Flames of Revenge                        | Legendary Tales             | 5:32  |
| 4.             | Beyond the Gates of Infinity             | Symphony of Enchanted Lands | 7:21  |
| 5.             | Land of Immortals                        | Legendary Tales             | 4:53  |
| 6.             | Emerald Sword                            | Symphony of Enchanted Lands | 4:23  |
| 7.             | Legendary Tales                          | Legendary Tales             | 7:50  |
| 8.             | Dargor, Shadowlord of the Black Mountain | Dawn of Victory             | 4:47  |
| 9.             | When Demons Awake                        | Power of the Dragonflame    | 6:47  |
| 10.            | Wings of Destiny                         | Symphony of Enchanted Lands | 4:17  |
| 11.            | Riding the Winds of Eternity             | Symphony of Enchanted Lands | 4:12  |
| 12.            | The Dark Tower of Abyss                  | Symphony of Enchanted Lands | 6:51  |
| 13.            | Holy Thunderforce                        | Dawn of Victory             | 4:20  |
| 14.            | Rain of a Thousand Flames                | Rain of a Thousand Flames   | 3:44  |
| Celková délka: | Celková délka:                           | Celková délka:              | 73:39 |

## Obsazení
- Giacomo Voli – zpěv
- Roberto De Micheli – kytara
- Alessandro Sala – basa
- Alex Staropoli – klávesy
- Manuel Lotter – bicí

Technická podpora
- Seeb Levermann – mix, mastering